# ホンダ・CB-1
CB-1（シービーワン）とは、本田技研工業が1989年から1992年に製造・販売していた排気量が400ccクラスでネイキッドタイプのオートバイである。

## 概要
レーサーレプリカが全盛だった1989年3月10日に、「肩ひじ張らずに付き合えるモーターサイクル」をコンセプトに販売が開始された。CBX400F以来の、丸目1灯の直4ネイキッドである。ホンダ・CBR400RRに搭載されている水冷4サイクルDOHC直列4気筒399ccエンジンを低・中回転域寄りにチューニングされ、出力は57PSを発生させる。ライディング・ポジションはCBRと比較して日常域での操作性が考慮され、ハンドル位置は高めに、ステップは前寄りに、キャスターは寝かし気味に、サスペンションは中荷重域に設定されている。ただし、燃料タンクの総容量は11Lしかなく、通常の走行で200km程度毎に燃料補給が必要であった。このため後期型（type2）ではタンク容量が2L増加され、カムシャフトのオーバーラップの減少、二次減速比のハイギヤード化、トップギヤ（6thギヤ）のハイギヤード化、マフラー容量のアップ等により燃費は25〜30km/Lと向上し、航続距離は350km前後まで伸ばされることとなった。
CB-1は走行性能では優れていたが、当時の流行が性能より懐古調スタイルを重視する傾向に移ったためゼファーに人気を奪われた（ネイキッドを参照）。ただし、CB-1がスタイルを軽視していたというわけではなく、次世代のネイキッドを提案する前衛的なデザインであり、懐古的なスタイルを求める市場と方向性がずれてしまったといえる。この後、2000年代から欧州を中心として、CB-1のようにスポーツバイクベースのミドルネイキッドが主流となっている。前述のように実用面ではガソリンタンクの容量が少なかったことも販売が苦戦した理由のひとつである。この反省を元に古典的なスタイルを取り入れ燃料タンク容量を大幅に増加させたCB400SFが1992年に後継モデルとして発売され、CB-1の生産は3年間で終了した。そのため販売台数は少なく中古車市場での流通も多くない。しかし、中古車価格にプレミアは付いておらず、おおむね当時の新車価格と比べ半額以下程度で販売されている。

## 車両解説
CB-1のエンジンはCBR400RRのNC23Eエンジンをデチューンしたもので、レッドゾーンは13,500rpmとネイキッドモデルではかなりの高回転型である。バルブ制御にはカムギアトレーンが採用されているため、キィーンという独特の高音を発生する。CBR400RRとの差異として、デザイン上の関係から吸気ポートが延長され、中速トルクを重視してカムシャフトを変更。結果、中間粋での出力はCBR比で+6PSとなっている。他にも不等長タイプのエアファンネル（中央2本が短い）が採用され吸気脈動効率を向上させるなど実用域での性能を重視したセッティングとなっており、CBR400RRに比べ最大出力では1,000rpm低い領域で2PS低い57PS、トルクは500rpm低い領域で同じ4.0kg-mを発生させる。
外見的には多くのネイキッドモデルに見られるフィン（横縞）が付けられずモダンな造形を目指している。信頼性も高くカムギアの採用により基本的にメンテナンスフリーであるが、CBR400RRよりは実用域を重視しているとはいえネイキッドモデルとしてはハイチューン気味の特性で低中速粋を重視したセッティングと相まってレスポンスが鋭く、ややツキが唐突に感じられることもある。
車体は走行性能を考慮しコンパクトにまとめられている。フレームは剛性を高めるため「マッスルチューブ」と名付けられた炭素鋼管を使用した丸パイプ（ツインチューブ）がダイヤモンド型に組み合わされている。なお、エンジン上部にあるブラケット状のパネルは飾りで剛性には寄与しない。マスの集中化が特に重視され、細かな工夫が随所に盛り込まれている。バッテリーは寝かせ気味に設置され、エンジンマウントは角度を起こしぎみにし、リアサスペンションも斜めに搭載されている。よりデザイン重視となった後継のCB400SFに比べると燃料タンクを外すとキャブレターやシリンダーヘッド部分にもアクセスしやすく整備性は割と良好である。
マフラーはデザイン上の関係から、CBR400RRの４-2-1に対して4in1ショートタイプとのショートタイプとなっており材質は質感や性能・耐久性等のバランスを考えアルミではなくステンレスが採用されている。フロントブレーキはフロントの軽快性を重視してシングルディスクが採用されているが急制動時に若干能力不足な面もありCB-1の弱点ともなっていた。また初期型はサスペンションのグレードは低めで特にリアのモノサスは限界領域でふらつく原因となっていた。その域で楽しめるライダーには好評だったが1990年モデルから前後とも改良型のサスが採用された。
基本的な走行性能は高いバランスでまとめられており、あえて高めにマウントされたエンジンによるわずかに高重心の軽快な走りをノーマルでも十分に楽しむことができた。なお、CB-1の弱点とされるフロントブレーキは、市場の後押しもあり後継車のCB400SFでシングルディスク→ダブルディスクに変更されている。 
高出力なエンジンとバランスの取れたシャーシを持つCB-1は400ccクラスのネイキッドでは最速のモデルとして当時のビッグバイクに引けを取らないとさえいわれた。その後の馬力規制もあり近年までは後継車種であるCB400スーパーフォアに対しても性能面ではアドバンテージを保っていたが、HYPER VTEC機構を持つ新型エンジンや馬力規制撤廃などにより優位性は薄れてきており、時代の経過と共に現役の車体も姿を消しつつある。

## モデル一覧

### 1990年モデル
限界領域で不安定さを露呈する足回りを見直し、フロントサスペンションを改良するとともにリアサスペンションをリザーバータンク付きのものに変更した。これにより、より安定したライディングを楽しめるようになった。

### 1991年モデル(TypeII)
1991年に発売されたマイナーチェンジバージョン。乗りやすさを重視した改良が加えられている。エンジンの出力特性はより中低速重視に振られギアもハイギアード化されるなどスムーズな乗り味になっている。しかし、馬力規制対応により最高出力が大幅に抑えられたため（日本仕様）、スポーツ指向であったCB-1の特徴を削ぐことになり不人気に拍車がかかることになった。このため、Type II発売の翌年にCB-1は生産が中止され現在はタマ数の少ないCB-1でも希少な存在となっている。しかし、中古車市場での人気はむしろハイパワーな前期型に集中するなど特に不遇の扱いを受けている。
- 燃料タンク容量を11Lから13Lへと拡大
- エアクリーナボックス容量の縮小
- エンジンの出力特性を変更、及び馬力規制に合わせエンジン出力を57PSから53PS、4.0kg-mから3.7kg-mにデチューン
- 6速目のギヤ比をハイギヤード化（60km/h巡航時のエンジン回転数が4000→3400rpm）
- ドリブンスプロケットを39T→37Tとし、二次減速比をハイギアード化
- ホイールやフレームの色をシルバーメタリックからグレーメタリックに変更
- ヘッドライトケースとブレーキディスクハブをメッキ色からブラックに変更
- 車体色にグリーンメタリックを追加
- ハンドルの形状をセミアップハンドル化
- シート形状の変更

## 注・出典
1. 1 2 3 4 5  三栄書房発行『Champ U』ホンダ50年の軌跡P.92〜 1998年 10月号